# Diócesis de Mayo
La diócesis de Mayo o de Mageó (en latín: Dioecesis Magionensis, en inglés: Diocese of Mayo y en irlandés: Deoise Maigh Eo) fue una circunscripción eclesiástica de la Iglesia católica en Irlanda. Se trataba de una diócesis latina, sufragánea de la arquidiócesis de Tuam. Fue suprimida en 1631 y restaurada como diócesis titular en 1969 como diócesis de Mayo o Mageó. Desde el 15 de abril de 2003 su obispo titular es Thomas Anthony Williams.

## Territorio y organización
La diócesis extendía su jurisdicción sobre los fieles católicos de rito latino residentes en parte del condado de Mayo, desde el río Dalgin en Kilvine hasta Achill Head.
La sede de la diócesis se encontraba en la localidad de Mayo.

## Historia
San Colmán, obispo de Lindisfarne, fundó en Mayo un monasterio para un grupo de monjes sajones, con san Geraldo como primer abad en 670. Las incursiones danesas atacaron el monasterio en 783 y de nuevo en 805. Finalmente, Turgesius lo destruyó por completo en 818.
La diócesis de Mayo no fue establecida en el Sínodo de Ráth Breasail en 1111, sino que fue reconocida en el Sínodo de Kells en 1152 y se convirtió en sufragánea de la arquidiócesis de Tuam. La antigua sede monástica de Aghagower no sobrevivió a la reorganización de las diócesis irlandesas en el siglo XII, y su territorio se incorporó a la diócesis de Mayo.
Un obispo de Mayo, probablemente Gille Ísa Ua Maílín, prestó juramento de fidelidad al rey Enrique II de Inglaterra en 1172. El obispado representaba de alguna manera el señorío de Muirchertach Muimhnech Ua Conchobair taniste de Connacht, que murió en 1210, y su familia Clan Murtagh O'Conor que controló el área hasta la década de 1230.
En 1202, el legado papal, el cardenal Juan, unió la sede de Mayo a la arquidiócesis de Tuam, con efecto a partir de la muerte del obispo Krite O'Duffey en 1210. En 1216, el papa Inocencio III escuchó el caso en Roma y dictó sentencia a favor de Tuam. Su sentencia fue confirmada por el legado papal Jaime en 1221 y finalmente confirmada por el papa Gregorio IX el 3 de julio de 1240. Sin embargo, en circa 1428 Mayo parece haber alcanzado la independencia con el nombramiento de nuevos obispos, aunque su posición no está clara y algunos que fueron obispos asistentes o sufragáneos.
Durante el cisma anglicano de 1534 provocado por Enrique VIII de Inglaterra, la diócesis estaba en manos del arzobispo cismático de Tuam y el obispo Eugene MacBrehon, nombrado en 1541, no pudo tomar posesión. En 1559 la diócesis fue suprimida y unida a la arquidiócesis anglicana de Tuam, que desde 1839 forma parte de la diócesis de Tuam, Killala y Achonry de la Iglesia de Irlanda. La diócesis católica continuó con el nombramiento el 12 de febrero de 1574 del obispo Dermot O'Dwyer. Su sucesor, el obispo Patrick O'Hely murió mártir ahorcado en Kilmallock en septiembre de 1579, después de ser torturado. Fue beatificado por el papa Juan Pablo II el 27 de septiembre de 1992.
En 1631 fue definitivamente suprimida y su territorio fue unido a la arquidiócesis de Tuam.

### Diócesis titular
Desde 1969 Mayo figura entre las sedes episcopales titulares de la Iglesia católica como diócesis de Mayo o Mageó. Desde el 15 de abril de 2003 su obispo titular es Thomas Anthony Williams, obispo auxiliar emérito de la arquidiócesis de Liverpool.

## Episcopologio
- San Geraldo † (circa 665/670-13 de marzo de 697 falleció)
- Muredach MacIrdach † (726 o 732-?)
- Aidan † (?-768 falleció)
- O'Dunnan †
- O'Cnall †
- O'Duffey †
- Cele O'Dubhai †
- Krite O'Duffey † (?-1210 falleció)
- Gilla na Nev O'Ruadan † (?-1213 falleció)
- Stephen O'Brachin ? † (?-1231 falleció)
- William Prendergast, O.F.M. † (16 de julio de 1428-1430 depuesto)
- Nicholas Wagomay, O.F.M. † (17 de julio de 1430-?)
- Martin De Blya, O.Cist. † (10 de abril de 1432-? renunció)
- Hugh O'Higgin, C.R.S.A. † (31 de agosto de 1439-?)
- Simon Düren, O.Carm. † (12 de agosto de 1457-28 de agosto de 1470 falleció)
- John Bell, O.F.M. † (4 de noviembre de 1493-después de 1526)
- Eugene MacBrehon, O.Carm. † (21 de noviembre de 1541-1559 falleció)
- Dermot O'Cleary, O.F.M.Obs. † (12 de febrero de 1574-1575 falleció)
- Beato Patrick O'Healy, O.F.M.Obs. † (4 de julio de 1576-septiembre de 1579 falleció)
- Adam Magauran † (29 de julio de 1585-?)

### Obispos titulares
- James Moynagh, S.P.S. † (5 de febrero de 1970-11 de diciembre de 1970 renunció)
- Robert Healy † (2 de octubre de 1975-18 de noviembre de 2002 falleció)
- Thomas Anthony Williams, desde el 15 de abril de 2003